# M103 (星團)
NGC 581，即 M103，是仙后座的一個由數千顆恆星組成的疏散星团。該疏散星團於1781年由查尔斯·梅西耶的朋友，也是合作對象的皮埃尔·梅尚發現。該天體距離地球約8000到9500光年，是距離地球最遠的疏散星團之一 ，並且星團橫跨約15光年。星團內較明亮的成員星總共有40顆，其中兩顆分別是視星等10.5和10.8的紅巨星。對M103觀測主要是看到恆星斯特魯維131（Struve 131），但該恆星並非M103的成員星。M103的年齡約2500萬年。

## 觀測歷史
梅西耶於1781年發現M101、M102和M103以後，他本人再無任何機會可以對這些天體進行更進一步的細節觀測，並且這些天體最後加入他的目錄時也是使用梅尚的觀測資料。1783年威廉·赫歇爾觀測M103後描述該區域是由14到16顆「極大」和許多「極小」或極暗的恆星組成。之後奥克·瓦伦奎斯特在M103中辨識出40顆恆星，安東寧·貝奇瓦爾則進一步辨識出60顆恆星。Brent A. Archinal 和 Stephen W. Hynes 於2003年辨識出172顆恆星。威廉·亨利·史密斯是觀測到星團內視星等10.8紅巨星的第一人。

### 以雙筒望遠鏡觀測
M103被評為容易尋找，並且即使使用雙筒望遠鏡也可觀測的天體。在雙筒望遠鏡中M103是模糊的扇狀區域，並且直徑約6角分，或滿月直徑的十五分之一。使用雙筒望遠鏡尋找M103的建議方式是觀測者必須將雙筒望遠鏡的觀測區域中心放在閣道三，或者是仙后座W型連線中的左下角恆星。該星團將會是閣道二附近的一個模糊區域。

## 外部連結
- Open Cluster M103 @ SEDS Messier pages
- Open Cluster M103 @ Skyhound.com （页面存档备份，存于）
- WikiSky上关于M103 (星團)的内容：DSS2, SDSS, GALEX, IRAS, 氢α, X射线, 天文照片, 天图, 文章和图片

 维基共享资源上的相關多媒體資源：M103
- NED – NGC 581
- SEDS – NGC 581
- SIMBAD – NGC 581
- VizieR – NGC 581